# Ortalis longicornis
Ortalis longicornis är en tvåvingeart som först beskrevs av Macquart 1835.  Ortalis longicornis ingår i släktet Ortalis och familjen fläckflugor.
Artens utbredningsområde är Frankrike. Inga underarter finns listade i Catalogue of Life.